# Phryxe glabrata
Phryxe glabrata là một loài ruồi trong họ Tachinidae.